# Embuscade d'El Capire
Guerre de la drogue au Mexique
Batailles
L'embuscade d'El Capire est un affrontement ayant eu lieu le 17 mars 2023 dans l'État de Guerrero au Mexique.

## Déroulement
Le 17 mars 2023, des soldats reviennent d'une journée d’assistance médicale aux habitants du village d'El Pescado, situé dans la municipalité de Coyuca de Catalán dans le Guerrero. Cette localité est située dans la Tierra Caliente mexicaine. Vers 15 heures, le convoi tombe, à El Capire, dans une embuscade menée par 18 combattants du groupe criminel La Familia Michoacana.

### Pertes
Orbelín « El Gordo » Hernández Peñaloza, un leader de La Familia Michoacana, est tué au cours des combats, ainsi que quatre autres criminels, dont deux de ses fils. Les pertes de l'armée mexicaine s'élevent à deux soldats tués et quatre blessés,,,.
En outre, l'armée saisit sur les lieux quatre fusils de type AR-15, une arme courte, 10 chargeurs, quatre cartouches calibre .38 Super, 295 cartouches calibre .223, deux grenades à main et quatre véhicules.
| Nom                                 | Camp                  | Sexe  | Référence |
| ----------------------------------- | --------------------- | ----- | --------- |
| Bernardino Enrique Gálvez (caporal) | Mexique               | Homme | [ 8 ]     |
| Marco Antonio Rizo Ventura (soldat) | Mexique               | Homme | [ 8 ]     |
| Orbelín Hernández Peñaloza          | La Familia Michoacana | Homme | [ 3 ]     |
| Isaac Hernández                     | La Familia Michoacana | Homme | [ 6 ]     |
| Lide Hernández                      | La Familia Michoacana | Homme | [ 6 ]     |
| Margarito Sánchez                   | La Familia Michoacana | Homme | [ 6 ]     |
| Alfredy Espinoza                    | La Familia Michoacana | Homme | [ 6 ]     |